# ولسوالی کوه صافی
ولسوالی کوه صافی یکی از ولسوالی‌‌‌‌های ولایت پروان، به مرکزیت شهر کوه صافی در شمال خاوری افغانستان است. جبل‌سراج در دامنه جنوبی هندوکش واقع شده و ٦٧٠ کیلومترمربع مساحت دارد. جمعیت آن در سال ١٣٩٩ حدود ٣٥٬٠٧٥ نفر می‌باشد. این ولسوالی از جنوب و غرب با ولایت کابل، از شرق با ولایت کاپیسا و از شمال با ولسوالی بگرام هم‌مرز است.
ولسوالی کوه صافی یکی از ولسوالی‌های مهم تاریخی واقع در جنوب شرقی ولایت پروان می‌باشد. اگرچه در دهه ۱۹۳۰ کوهی صفی یکی از دومین ولسوالی‌های پرجمعیت پروان پس از چاریکار بود، اما طی سال‌های ۱۹۳۰-۱۹۴۰ به دلیل فشار دولت‌ها برای تخلیه منطقه به دلیل جنگ صف با شاه، منطقه خالی از سکنه شد. اکثریت جمعیت آن در شمال دورتر از مرزهای کابل آواره شدند یا فرار کردند، تعداد کمی به غرب در هرات مدرن و بسیاری به هندوستان گریختند. به نظر می‌رسد که ریشه این درگیری به دلیل پیشنهاد مدرنیزاسیون پادشاه امان‌الله خان، صفی و با تعداد کمی از قبایل افغان مسلح علیه خاندان حاکم درانی آغاز شده است. اگرچه برخی از تحلیل‌نویسان عامل دیگر درگیری و ظهور صفی را عمدتاً ناشی از نبودن صفی از قبیله درانی، بلکه شینواری می‌دانند. اگرچه اکثریت شینواری از حضور درانی لذت می‌بردند و بسیاری در مقایسه با غیلزایی اغلب در دولت حضور داشتند، اما صفی‌ها همیشه به داشتن سابقه درگیری با بسیاری از دولت‌ها و امپراتوری‌های حاکم شناخته شده‌اند.

## تاریخچه و جمعیت
ولسوالی کوهی صفی عمدتاً یک منطقه کوهستانی است که به عنوان منطقه کوچکی از منطقه کوهستان بزرگ در نظر گرفته می‌شود.

## منبع
- مشارکت‌کنندگان ویکی‌پدیا. «Kohi Safi District». در دانشنامهٔ ویکی‌پدیای انگلیسی، بازبینی‌شده در ۲۰ ژانویه ۲۰۱۴.

1. ↑  «برآورد نفوس کشور:١٣٩٩» (PDF). اداراه احصائیه مرکزی افغانستان. ٢٨ می ٢٠٢٠. بایگانی‌شده از اصلی (PDF) در ۳ ژوئیه ۲۰۲۰. دریافت‌شده در ٢٨ می ٢٠٢١.